# Celtic Harp Orchestra
La Celtic Harp Orchestra è un gruppo musicale composto da arpe tradizionali, o celtiche, a cui si affiancano altri strumenti quali violoncello, violino, flauti, fisarmonica, chitarra, basso, batteria, voce soprano e coro fondato nel 2002 da Fabius Constable.
Fino ad oggi, ha pubblicato 6 album, 4 per l'etichetta Ethnoworld.

## Stile musicale
Traggono ispirazione prevalentemente da poesie e testi sacri celtici in gaelico, inglese, basco, francese dal VII sec. al XVII sec. Particolare è la loro tecnica corale di canto armonico dove una voce può emettere tre note contemporaneamente modulandole in varie tonalità, e la tecnica virtuosistica per arpa basata sull'esecuzione di gruppetti veloci dietro a un basso continuo.
La Celtic Harp Orchestra è considerata la più grande orchestra d'arpe celtiche in Europa

## La storia
Il 4 luglio del 2002, sul palco allestito nel bosco del Peuterey, ai piedi del Monte Bianco, nell'ambito del Festival Internazionale di arte, cultura e musica, "Celtica" si esibì il gruppo Harpe Diem. Si trattava di una formazione estemporanea di 44 arpisti, di tutti i livelli, dai principianti a musicisti affermati a livello internazionale, come il bretone Myrdhin, che avevano raccolto l'invito di Fabius Constable a suonare insieme. Il concerto si tenne davanti a 4000 persone. La formazione si strutturò, selezionò un repertorio, inizialmente composto da musiche tradizionali ed antiche melodie irlandesi ed iniziò a diventare una vera e propria orchestra.
Nel 2003 si unì il soprano Donatella Bortone, già collaboratrice con Fabius Constable nel progetto Fir Soar ("Uomini liberi" in gaelico), gruppo fondato nel 1999 a Como, con la Bortone e Ludwig Constable autori di un unico album, Keltic (Ethnoworld 2001), di cui alcuni brani sono stati successivamente riarrangiati dalla Celtic Harp Orchestra.
Da quel giorno ad oggi il gruppo si è esibito in numerosi concerti sia in Italia (all'Auditorium Parco della Musica di Roma, in vari Conservatori ed Università (tra cui la Bocconi), alla Società Humanitaria di Milano, in Villa Erba, Villa Olmo a Villa Balbianello (lago di Como), al Vittoriale degli italiani, al festival MI.TO.) e nel mondo con tournée in Spagna, Svizzera, Francia, Irlanda (al Trinity College di Dublino), Germania, Inghilterra, Cina, Giappone e Corea.

## La produzione discografica

### Got the Magic
Il primo disco Got the Magic, uscito nel 2003, è un disco dal vivo senza pubblico, realizzato dalla Svana Sound Recordings presso la Rocca Brivio Sforza, una villa del '600 immersa nel verde nelle pianure a sud di Milano. I suoni sono lasciati inalterati, non ci sono tagli, né equalizzazioni in sede di post-produzione. In sottofondo, sono distintamente udibili i suoni della natura circostante, che entrano di diritto a far parte della musica, in cui le arpe e le melodie tradizionali sono predominanti.

### The Myst
Nella primavera del 2005, viene pubblicato The Myst, espressione di un'evoluzione musicale e personale del gruppo, comporta un vero e proprio lavoro in studio di registrazione. Amplificare e registrare un così elevato numero di arpe, oltre che di altri strumenti (collaborano quasi 40 musicisti) richiede oltre 200 ore, presso la Suonovivo Studios.
Questa seconda uscita discografica dà spazio ad un repertorio più vario, che affianca a brani tradizionali riarrangiati, composizioni originali di Fabius Constable, che riecheggiano delle più disparate influenze: dal tango alla musica classica, dal folk a composizioni più introspettive, come A Bigger Dream e la title track The Myst.

### Tale of the Fourth
Nel 2008 esce il terzo disco Tale of the Fourth, è un concept legato alla sequenza dei numeri di Fibonacci. Rappresenta un ulteriore cambiamento infatti alcune delle nuove musiche vengono composte mentre Fabius Constable è in tournée in estremo oriente e successivamente arrangiate con il supporto di una sezione ritmica ad impronta rock.  Questa volta la registrazione ed il mix vengono effettuati presso Auditoria Records, dando il via alla collaborazione con Aki Chindamo. Questo lavoro pur contenendo alcuni classici, tra i quali una variazione di Constable su Greensleeves ed O'Carolan's Concerto, è lontano dai canoni della musica tradizionale. La forte impronta arpistica viene infatti contaminata con strumenti quali moog ed organo hammond. Un esperimento che vale a gruppo la nomination ai Prog Academy Awards, nel 2008, come miglior album e miglior registrazione.

### Three Letters to the Moon
Dall'intensa attività concertistica dei due anni successivi, nasce, nel 2010, Three Letters to the Moon, che racchiude, nella prima parte dell'album, Letter from the Sleeper, varie produzioni soliste di Fabius Constable. Si notano in questa sezione, dal carattere più intimo e riflessivo, le influenze della musica giapponese, magrebina e celtica. La seconda parte, Letter from the Dreamers, è caratterizzata da un maggiore impatto sonoro, creato dalla potenza dell'Orchestra d'arpe al completo, dalla presenza del coro e del trio rock, già sperimentato in Tale of the Fourth. In Letter from the Inferno, infine, vengono incluse alcune composizioni inedite, ma di grande successo nei concerti dal vivo. Provengono dal progetto Dante's Dream, di Fabius Constable e Donatella Bortone, in cui alcune tra le più famose liriche dell'Inferno di Dante (ad esempio il V canto, con la storia di Paolo e Francesca) sono state messe in musica.

### Three Letters from the Sun
Nel 2014 è stato pubblicato il quinto album Three Letters from the Sun, per l'etichetta Auditoria.

### This World and Other Unearthly Things
Nel 2017 viene pubblicato il sesto lavoro discografico This World and Other Unearthly Things  prodotto da  Fabius Constable & Celtic Harp Orchestra pubblicato da Ignorelands Label.

## Formazione
I musicisti che la compongono sono un gruppo eterogeneo, di età compresa tra i 17 ed i 60 anni. A formazione piena, nell'organico suonano 16 arpisti, di cui 12 sono donne. Un ruolo rilevante nel caratterizzare la musica della Celtic Harp Orchestra, spetta alla voce del soprano Donatella Bortone.

## Discografia
- 2003 – Got the Magic (Ethnoworld)
- 2005 – The Myst (Ethnoworld)
- 2008 – Tale of the Fourth (Ethnoworld)
- 2010 – Three Letters to the Moon (Ethnoworld)
- 2014 - Three Letters from the Sun (Auditoria)
- 2017 - This World and Other Unearthly Things (Ignorelands)